# Battaglia di Hogland
La battaglia di Hogland fu una battaglia navale che ebbe luogo il 17 luglio 1788 nel corso della Guerra russo-svedese dal 1788 al 1790

## Antefatti
Nei piani del re di Svezia Gustavo III, allo scoppio della Guerra russo-svedese nel 1788 la Svezia avrebbe portato un attacco navale a San Pietroburgo. Un'armata svedese doveva avanzare attraverso la Finlandia, una seconda armata, scortata da una flottiglia, avrebbe dovuto avanzare lungo la costa finlandese fino al golfo di Finlandia mentre una terza armata, imbarcata su navi svedesi, si sarebbe diretta al porto di Lomonosov per marciare poi su San Pietroburgo. Affinché questo piano avesse successo, era necessario eliminare la  flotta russa del Baltico o, in alternativa, almeno bloccarla nei suoi porti di Reval (oggi Tallinn) e Kronštadt.
All'inizio di luglio una flotta svedese da combattimento, forte di 15 vascelli e 7 fregate,  partì per il golfo di Finlandia. Una flotta russa di 17 navi e 7 fregate, messa insieme in fretta e furia agli ordini dell'ammiraglio Samuel Greig, incontrò quella svedese al largo dell'isola di Hogland il 17 luglio (calendario giuliano) del 1788.

## La battaglia
Le due flotte erano pressoché equivalenti come forza, ma mentre Greig era un esperto comandante, il duca Carlo non lo era. La sua nave ammiraglia fu spinta fuori linea, avvolta dal fumo. La nave ammiraglia russa, la 100 cannoni Rostislav, attaccò la svedese Prins Gustav, da 70 cannoni, comandata dal viceammiraglio Gustav Wachtmeister, che fu costretta ad arrendersi. Gli svedesi catturarono la nave russa da 74 cannoni Vladislav, dopo averne compromesso seriamente la mobilità distruggendone il timone (la Vladislav si arrese al vascello svedese da 62 cannoni Kronprins Gustav Adolf).
Il combattimento continuò per sei ore e le due flotte si separarono solo all'imbrunire, quando sulla flotta svedese cominciavano a scarseggiare le munizioni.

## Conseguenze
I russi ebbero il maggior numero di perdite, circa 600 morti contro i 2/300 svedesi, ma strategicamente i russi ebbero successo, poiché il loro ammiraglio Greig operò in modo da impedire lo sbarco previsto dagli svedesi per attaccare San Pietroburgo.

## Ordine di battaglia

### Svezia
- 15 × vascelli
- 7 × fregate

(1 180 cannoni)

### Russia
- 1 × nave a tre ponti da100 cannoni - Rostislav
- 8 × navi da 74 cannoni - Vseslav, Mecheslav, Rodislav, Mstislav, Vladislav
- 8 × navi da 66 cannoni
- 7 × grosse fregate

(1 236 cannoni)